# Карамон

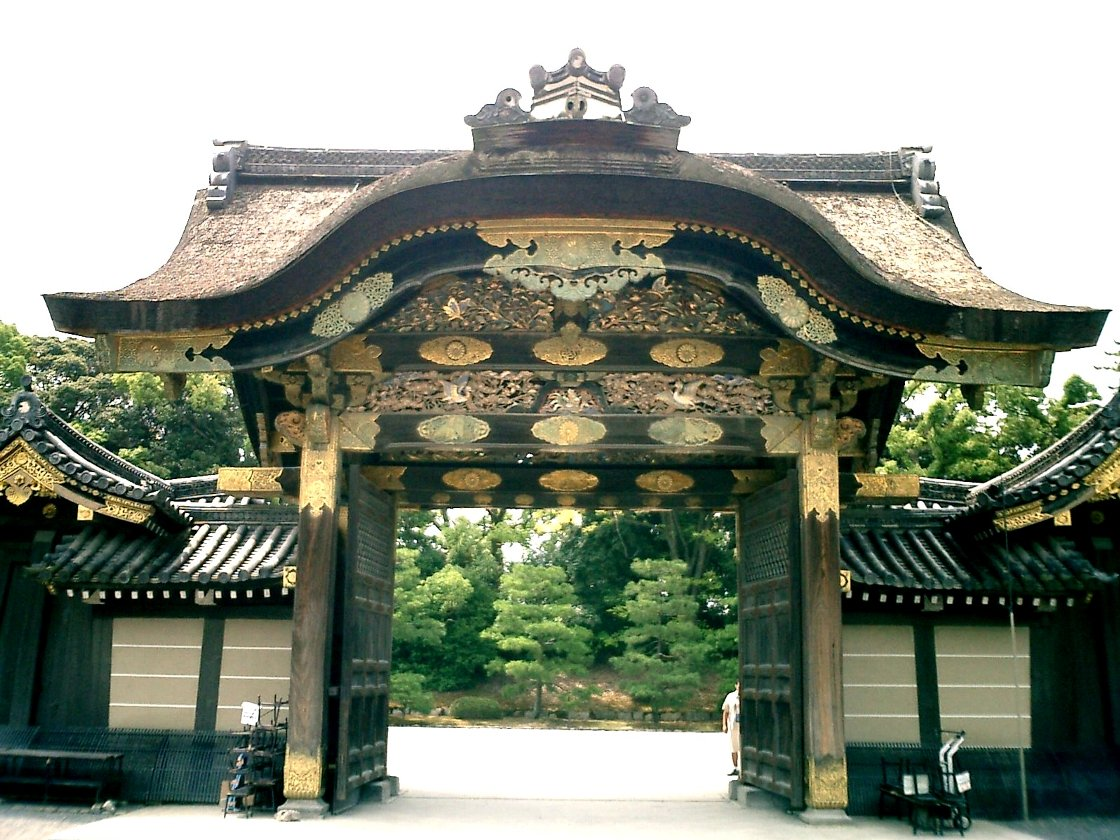
Ворота замка Нидзё

Карамон (яп. 唐門 «Китайские ворота») — тип ворот, использовавшихся в качестве важного элемента архитектурной композиции японских замков, буддийских храмов и синтоистских святилищ. Для карамона характерно использование архитектурного элемента карахафу. Карамоны являлись символом власти.
Главные ворота архитектурного комплекса — Карамон, первоначально предназнались для торжественного входа сёгуна во время его посещений замка, или для приёма императора в зданиях сёгуната, украшались в стиле карахафу.
Карамоны стали средством провозглашения торжественности и значимости всей постройки и использовались, как в религиозной, так и в светской архитектуре. Во время сёгуната Токугава карамоны в стиле  карахафу превратились в мощный символ власти, проявляемой через архитектуру. Существуют несколько разновидностей ворот Карамон.

## Разновидности

### Мукаикарамон

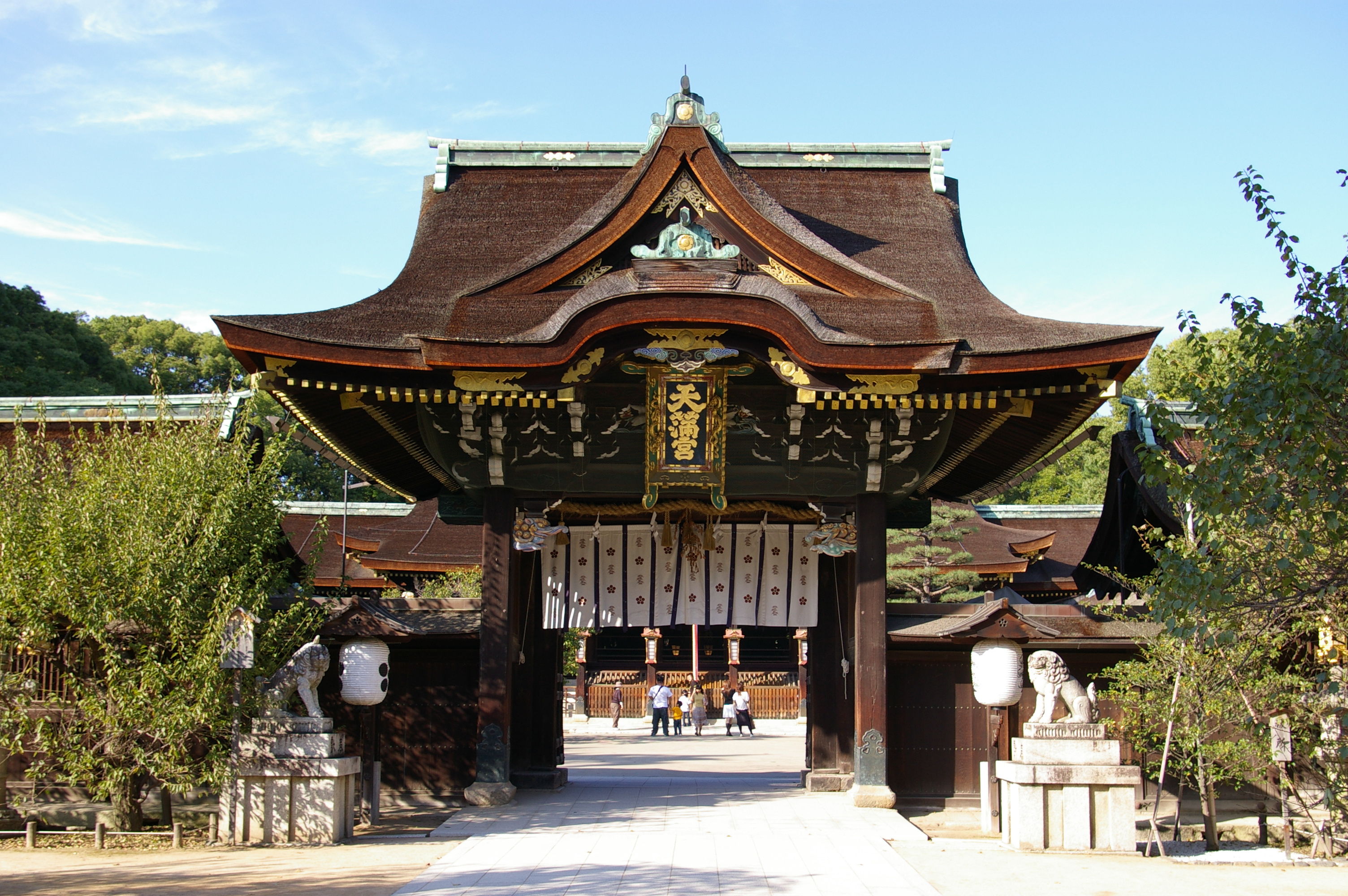
Карамон храма Китано-Тэммангу

Мукаикарамон (яп. 向唐門) — наиболее распространенная форма карамона, включающая два карахафу (на внешнем и внутреннем фронтонах ворот). Ворота этого типа могут включать в себя карахафу в середине крыши, или весь фронтон может быть изогнутой структурой.

### Хиракарамон

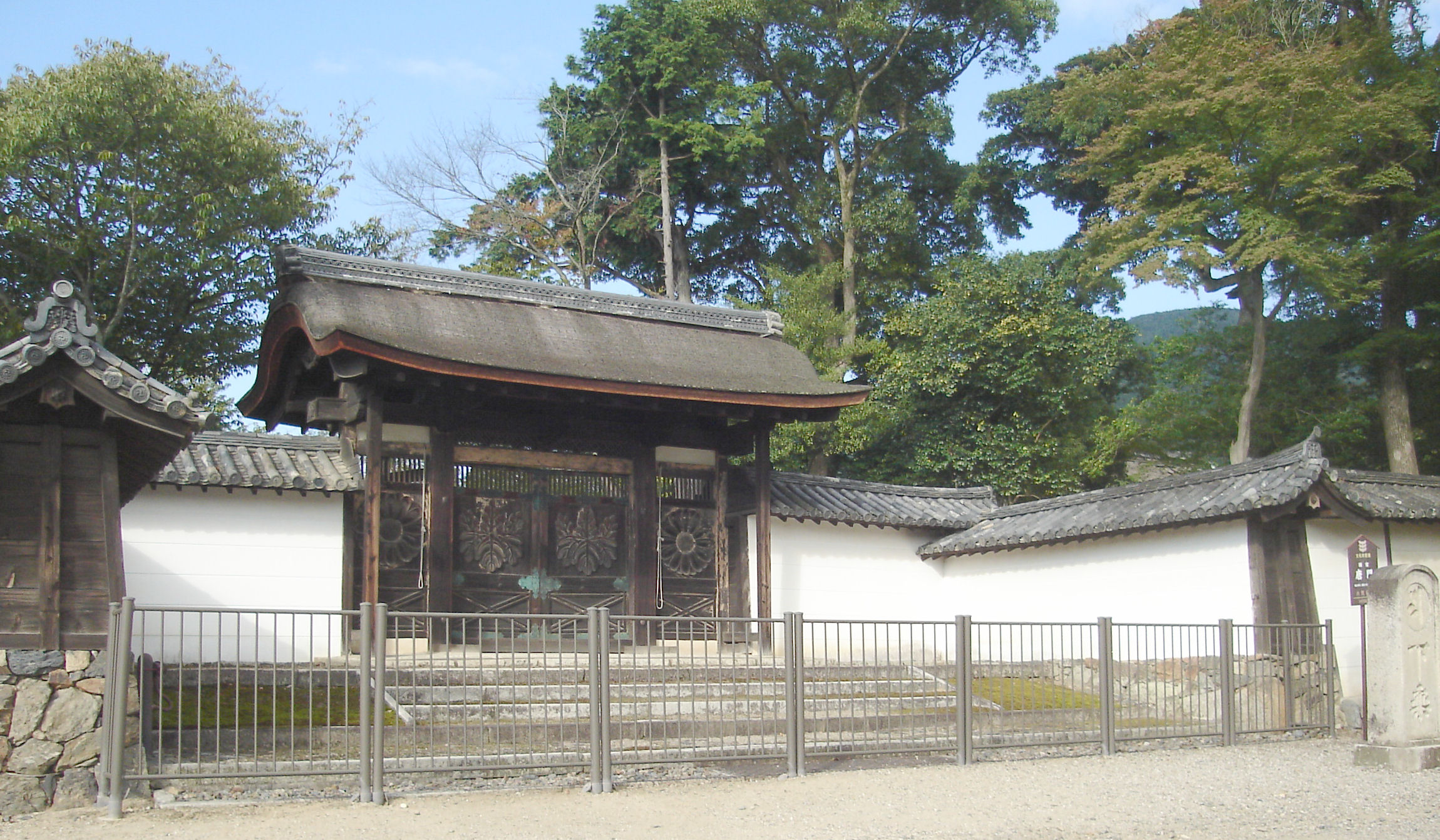
Карамон храма Дайгодзи

Хиракарамон (яп. 平唐門) — отличаются двумя «карахафу» на левой и правой сторонах ворот. Этот тип ворот первоначально использовался во дворцах, и когда-то назывался «Миюкимон» (御幸門).

### Караёцуасимон

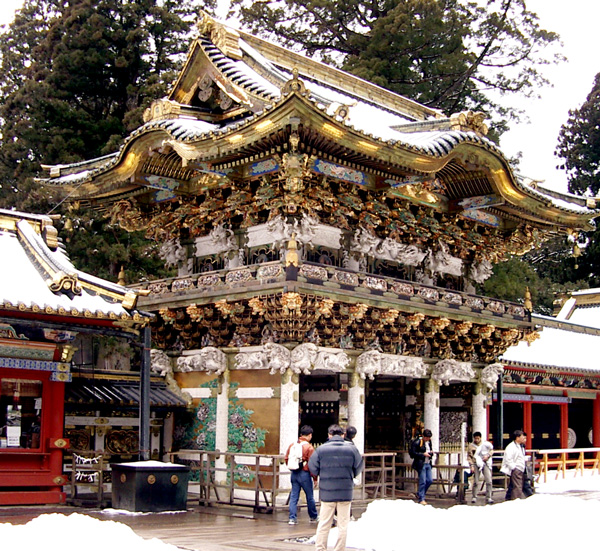
Карамон в храме Никко Тосё-гу

Караёцуасимон (яп. 唐四脚門, «Четвероногие ворота») — это богато украшенный стиль карамона, в котором четыре волнистых карахафу помещены со всех четырёх сторон ворот.